# Nicola Pedrazzoli
Nicola Pedrazzoli (Treviso) és un empresari català d'origen vènet del sector de la comunicació. Format a la matriu italiana de Mediaset, Pedrazzoli va aterrar al sector de l’audiovisual català l’any 1998, amb l’adquisició de la llicència de Canal 50, una cadena de televisió local amb seu a Sabadell. L’any 2005, amb l’arribada imminent de la TDT, impulsà la creació de Canal Català TV com a intent de crear una mena de TV3 privada a partir de la mancomunitat de cadenes locals, incloent-hi Canal 50. El 2011,obrí negociacions amb la branca televisiva del Grup Godó, Emissions Digitals de Catalunya (EDC), per a arrendar-li una llicència de TDT, fins aleshores ocupada per RAC105 TV, ja desapareguda, que no van acabar de reeixir.
Pedrazzoli es mantingué apartat del sector de l’audiovisual català fins l’abril del 2020, quan recuperà les freqüències que Hermes Comunicacions havia alliberat després de decretar el tancament del Punt Avui TV. Va impulsar una nova cadena, Teve.cat, que va agafar el testimoni de Canal Català. El 5 de març de 2021, el Grup Godó anuncià la venda d’EDC, que, a banda de la televisió privada 8TV, inclou les freqüències de Barça TV, Fibracat TV i Bom Cine, per deu milions d’euros, a OC 2022 SL, administrada per Pedrazzoli. El juny de 2022, Pedrazzoli es va desprendre definitivament de les llicències Teve.cat per a centrar els seus esforços en 8TV.
La tardor de 2022 va impulsar el projecte de Principal.